# Ecuadoraanse transgenders in Nederland
De Ecuadoraanse transgenders in Nederland vormen een groep van enkele honderden travestieten en transseksuelen uit het Zuid-Amerikaanse land Ecuador. Zij vormen een relatief opzichzelfstaande migrantengroep met geheel eigen kenmerken en achtergronden.

## Discriminatie in Ecuador
Travestie en transseksualiteit zijn weinig geaccepteerd in de Ecuadoraanse samenleving. Samen met homoseksuelen en lesbiennes worden zij uitgescholden voor "maricones" ("flikkers") en gestigmatiseerd als zijnde een negatief afwijkende bevolkingsgroep. Omdat zij moeilijk een baan kunnen vinden, belanden de meesten van hen in de prostitutie. Dit is verboden in Ecuador, en in dit beroep zijn ze kwetsbaar voor vervolging en gevangenisstraf.

## Migratie naar Nederland
Hoewel in Nederland prostitutie en transseksualiteit maatschappelijk niet volledig geaccepteerd zijn, zijn deze fenomenen in dit land niet verboden. Bovendien kunnen transseksuelen met het werk in de prostitutie geld verdienen voor de door hen gewenste geslachtsveranderende operatie.
Om deze redenen zijn enkele honderden Ecuadoraanse transgenders naar Nederland gemigreerd. Zij vormen een eigen netwerk en hebben ook eigen organisaties. Sommigen kiezen voor een illegaal bestaan; anderen vragen een tijdelijk verblijfsdocument of een paspoort aan.
Overigens zijn niet alle Ecuadoraanse transgenders actief in de prostitutie.

### Problemen
De Ecuadoraanse transgenders hebben in Nederland te maken met dezelfde problemen als andere transgenders, zoals een onvolledige maatschappelijke acceptatie en problemen met zelfacceptatie.
Daarnaast hebben degenen die zich prostitueren dezelfde problemen als prostituees, zoals een hogere kans op SOA's. Uit onderzoek door het NISSO blijkt dat klanten van transgender-prostituees een hogere kans op HIV hebben, met name wanneer er sprake is van onbeschermde anale seks.
 

Een specifiek probleem van deze groep zijn onveilig uitgevoerde operaties, met name met siliconen. Siliconen-operaties zijn relatief duur, maar ook door amateurs uit te voeren.
Het gevolg kan echter zijn dat de siliconen barsten en zich door het lichaam verspreiden. Ook schaffen velen de dure vrouwelijke hormonen aan op de zwarte markt, waar de kwaliteit niet altijd is gewaarborgd.